# Stracilla fowleri
Stracilla fowleri är en fjärilsart som beskrevs av Collenette 1956. Stracilla fowleri ingår i släktet Stracilla och familjen tofsspinnare. Inga underarter finns listade i Catalogue of Life.